# Аль-Мансур (хаджиб)
Аль-Мансу́р (настоящее имя — Мухаммад ибн Абдалла ибн Абу Амир, араб. محمد بن أبي عامر المنصور‎), Альманзо́р (исп. Almanzor; ок. 939—10 августа 1002) — выдающийся государственный деятель и военачальник мусульманской Испании, при котором Кордовский халифат достиг вершины своего могущества.
Выходец из слоёв мелкопоместной знати, аль-Мансур путём интриг и убийств своих соперников смог возглавить государственный аппарат Кордовского халифата, а впоследствии, изолировав от управления страной халифа Хишама II, сосредоточить в своих руках всю власть в государстве. Предпринятые им 57 походов против христианских государств севера Пиренейского полуострова, привели к установлению доминирования Кордовского халифата в регионе. Жестокость аль-Мансура по отношении к своим противникам и успешность его походов стали причиной того, что он (под именем Альмансор) стал персонажем эпоса христианских стран Западной Европы.

## Первоисточники
О жизни и деятельности аль-Мансура сохранилось довольно много сведений в источниках, однако большинство дошедших до нашего времени подобных свидетельств содержится не в сочинениях современников событий, а в более поздних компиляциях.
Полнее всего период правления аль-Мансура освещён в сочинениях мусульмано-испанских авторов. Из них наиболее ценным является труд Ибн Хаййана (XI век) «История Амиридской державы». Полностью это произведение до нас не дошло, но большие извлечения из него сохранились в сочинениях более поздних авторов (Ибн Изари, Ибн аль-Аббара и аль-Маккари). Также данные о временах аль-Мансура содержатся в трудах Ибн аль-Хатиба, Ибн Иби и других авторов.
Сведения испано-христианских источников освещают, в основном, военную сторону деятельности аль-Мансура и не лишены предвзятости по отношению к нему. Из современных концу X века источников больше всего данных содержится в «Хронике Нахеры», «Хронике Силоса», «Анналах Компостеллы» и «Хронике Бургоса». Из сочинений авторов XI века наибольшее внимание аль-Мансуру уделяется в хронике Сампиро. Автор другой хроники, Пелайо из Овьедо (XII век), в своём труде использовал более ранние источники. Написанное в первой половине XIII века сочинение Родриго де Рада, содержит дополнительные сведения о последних годах жизни аль-Мансура (в том числе о битве при Калатаньясоре), но современными историками эти сведения, ранее считавшиеся истинными, подвергаются серьёзному сомнению.

## Биография

### Детство и юность
Мухаммад ибн Абу Амир (аль-Мансур) родился около 939 года в селении Тораш (вблизи Альхеси́раса), где его родители, отец Абдалла и мать Борайха, владели небольшим поместьем. Согласно семейному преданию, род Мухаммада происходил от прибывшего из Йемена одного из соратников Тарика ибн Зияда. Отец ибн Абу Амира умер в Триполи, на обратном пути из хаджа в Мекку. Дед Мухаммада со стороны матери был придворным врачом и министром халифа Абд ар-Рахмана III.
Так как семья ибн Абу Амира была небогатой, ему пришлось переехать в Кордову под опеку своего дяди, который для получения Мухаммадом образования определил его в местный университет, где тот изучил юриспруденцию и через несколько лет получил должность нотария. Люди, знавшие Мухаммада в это время, описывают его как способного, но крайне честолюбивого юношу, уже в то время считавшего себя предназначенным для великих дел. По окончании обучения ибн Абу Амир поступил на службу к кади Кордовы Мухаммада Ибн аль-Салиму. Однако Мухаммад пробыл на этой должности недолго: кади по неясным причинам посчитал юношу неспособным к должности и, чтобы избавиться от него, рекомендовал Мухаммада одному из визирей Джафару аль-Мусхафи. Тот взял ибн Абу Амира к себе в качестве секретаря и, таким образом, ввёл его в круг лиц, близких к халифу ал-Хакаму II.

### При дворе ал-Хакама II

#### Первые назначения
В феврале 967 года, почти сразу же после поступления на службу к Джафару аль-Мусхафи, Мухаммад ибн Абу Амир был предложен тем ал-Хакаму II в качестве кандидатуры на должность управляющего имениями старшего сына и наследника халифа, 5-летнего Абд ар-Рахмана. Пользуясь своим правом посещать по долгу службы семью халифа, Мухаммад вскоре завязал тесное знакомство с матерью Абд ар-Рахмана, любимой женой ал-Хакама Субх, которая начала оказывать покровительство привлекательному и услужливому придворному. Ходили слухи, что Мухаммад и Субх были любовниками. По просьбе Субх халиф назначил Мухаммада управляющим и её поместьями, а затем в следующем году дал ему и должность начальника монетного двора Кордовы (главного казначея халифа) — одну из важнейших должностей в государственной администрации Кордовского халифата. Взлёт карьеры ибн Абу Амира был стремительным: с момента его первого появления при дворе и назначением начальником монетного двора прошло всего 7 месяцев. В 969 году Мухаммад получил также должность кади Севильи и Ньеблы.

#### Начальник монетного двора
Став главой монетного двора, Мухаммад ибн Абу Амир получил неограниченный доступ к налоговым поступлениям и казне халифа, из которых он стал регулярно присваивать себе деньги и ценности, чтобы на них делать подарки ал-Хакаму II и членам его семьи, а также тем лицам из высшей знати, благосклонности и дружбы которых он хотел добиться. Подарки сделали своё дело и вскоре Мухаммад стал одним из влиятельнейших лиц при дворе халифа. Особенно тесными было его отношения с Субх: когда в 970 году скончался её сын Абд ар-Рахман, она предприняла меры, чтобы ибн Абу Амир был назначен на должность управляющего имениями нового наследника престола, её младшего сына Хишама. Однако рост влияния Мухаммада создал ему и несколько знатных недоброжелателей, которые обратились с жалобой к халифу, в которой сообщили о казнокрадстве Мухаммада. Ал-Хакам II потребовал провести проверку средств, находящихся в казне, но один из друзей ибн Абу Амира снабдил его необходимой суммой, которой тот покрыл недостачу. Таким образом Мухаммад был признан невиновным, а его враги понесли наказание. Это ещё более укрепило доверие халифа к ибн Абу Амиру и тот в 972 году, в дополнение к своим прежним должностям, получил пост начальника полиции Кордовы.
На заимствованные из казны средства Мухаммад построил в окрестностях Кордовы роскошный дворец Аль-Русафа, а сделанное в это же время ал-Хакамом II назначение его управляющим имениями халифа в Африке, позволило ибн Абу Амиру вступить в тесные связи с вождями местных берберских племён.

#### Поездка в Африку
В 973 году Мухаммад ибн Абу Амир был направлен ал-Хакамом II в Северную Африку, где военачальник Халиб аль-Насири вёл войну с Идрисидами, однако тратил на это, по мнению халифа, слишком много казённых средств. Поездка Мухаммада завершилась полным успехом: он сумел одновременно сократить расходы на содержание войска и сохранить размеры жалования воинов. К тому же ибн Абу Амиру удалось завязать тесные отношения со многими воинами-берберами, составлявшими основу северо-африканской армии Кордовского халифата, и добиться среди них авторитета. По возвращении в Кордову Мухаммад стал в глазах халифа ещё более необходимым чиновником, что выразилось в новых назначениях, которые он получил. В том числе, он был назначен командиром наёмников, составлявших гарнизон столицы.

### Смерть ал-Хакама II
1 октября 976 года в своём дворце в Кордове скончался халиф ал-Хакам II. «Славянская партия» во главе с командующими телохранителями-сакалиба Джаузаром и Фаиком, не захотела признать новым халифом 11-летнего сына умершего, Хишама II, опасаясь, что при нём власть в стране перейдёт к сторонникам «арабской партии». Скрыв от всех известие о смерти халифа, сакалиба явились к хаджибу Джафару аль-Мусхафи и под угрозой смерти заставили его поклясться, что новым халифом станет их кандидат, младший брат покойного, 27-летний аль-Мугира. Однако аль-Мусхафи, являясь одним из лидеров «арабской партии», собрал своих сторонников (в том числе и Мухаммада ибн Абу Амира) и настоял на том, чтобы аль-Мугира был казнён. Совершить эту казнь вызвался Мухаммад, заинтересованный, чтобы у власти оказались Субх и её сын, на которых он имел огромное влияние. Взяв отряд наёмников, командиром которых он был, ибн Абу Амир прибыл в дом аль-Мугиры, который всё ещё не знал о смерти ал-Хакама II. Мухаммад потребовал от аль-Мугиры признать новым халифом Хишама II, что тот, опасаясь за свою жизнь, и сделал. Ибн Абу Амир сначала хотел сохранить Мугире жизнь и даже послал просить об этом аль-Мусхафи, но тот потребовал, чтобы аль-Мугира был убит. После этого отказа, Мухаммад отдал приказ своим воинам и те повесили аль-Мугиру в его собственных покоях (впоследствии расследование обстоятельств смерти аль-Мугиры было поручено самому ибн Абу Амиру и тот завершил его тем, что объявил смерть аль-Мугиры самоубийством). Когда лидеры «славянской партии» узнали о смерти своего претендента, они временно смирились с тем, что халифом станет Хишам II.
2 октября состоялось торжественное восхождение на престол нового правителя Кордовского халифата Хишама II, хотя мусульманская традиция запрещала возведение на трон несовершеннолетних. Мухаммад ибн Абу Амир провёл церемонию присяги жителей столицы халифу, за что получил должности начальника полиции Средней Провинции и управляющего имениями Хишама. 8 октября новый халиф подтвердил назначение Джафара аль-Мусхафи хаджибом и назначил ибн Абу Амира одним из визирей.
Таким образом в Кордовском халифате верховная власть при малолетнем Хишаме II была поделена между Джафаром аль-Мусхафи и Мухаммадом ибн Абу Амиром, принимавшими решения только после их одобрения матерью халифа Субх. Из двух высших чиновников страны аль-Мусхафи имел более высокую должность, а ибн Абу Амир пользовался большим влиянием на халифа и его мать.
Желая окончательно лишить вождей сакалиба влияния на халифа, Мухаммад ибн Абу Амир и аль-Мусхафи приняли меры, чтобы привлечь на свою сторону евнухов, игравших важную роль при дворе правителей Кордовского халифата. Это позволило им в начале 977 года добиться от Субх одобрения отставки наиболее влиятельных из сакалиба.

### Первый поход

Завоевания аль-Мансура

Ещё в 974 году возобновились активные военные действия между Кордовским халифатом и коалицией христианских государств севера Пиренейского полуострова, в которую вошли королевство Леон, королевство Наварра, графство Кастилия и графство Барселона. В начале 977 года Мухаммад ибн Абу Амир впервые лично возглавил войско мавров, выступив на помощь Халибу аль-Насири, в это время получившему должность губернатора Средней Провинции. Хотя ранее Мухаммад никогда не командовал войском, в первый же свой поход он показал, что обладает талантом полководца. Возглавляемая им армия взяла в феврале принадлежавший королевству Леон город Саламанка, а затем в трёх последовавших одна за одной битвах разбила войска правителей-христиан: король Леона Рамиро III потерпел поражение при Сан-Эстебан-де-Гормасе, граф Кастилии Гарсия Фернандес — при Ланге, а король Наварры Санчо II Абарка — при Эстеркуэле. Дойдя до границ Астурии, ибн Абу Амир повернул назад и возвратился в Кордову, привезя с собой богатую добычу и множество пленных. Первый же удачный поход Мухаммада привёл к значительному росту его авторитета в войске, так как это был первый за последние годы столь успешный поход мавров вглубь христианских владений. Летом ибн Абу Амир и Халиб аль-Насири совершили ещё один успешный поход против христиан. В результате совместных походов между двумя военачальниками сложились дружеские отношения, основой которых стало желание сместить с должности хаджиба Джафара аль-Мусхафи и самим возглавить управление страной.

### Союз с Халибом аль-Насири
По возвращении из своего второго похода, Мухаммад ибн Абу Амир добился от Субх одобрения решения о снятии с поста градоначальника Кордовы сына Джафара аль-Мусхафи Мухаммада. Этот пост занял сам ибн Абу Амир, что привело к разрыву его союза с хаджибом. Желая заручиться новым союзником, аль-Мусхафи предложил Халибу аль-Насири заключить брак между своим сыном и дочерью военачальника Асмой. Пытаясь воспрепятствовать хаджибу, ибн Абу Амир сам попросил руки дочери Халиба, на что тот дал согласие. 16 августа 977 года состоялось торжественное бракосочетание Мухаммада и Асмы. Семейный союз с прославленным военачальником ещё больше поднял авторитет ибн Абу Амира в войске, в то время как аль-Мусхафи остался без какой-либо военной поддержки. Благодаря этому союзу под контролем Мухаммада и Халиба оказались почти все войска, размещавшиеся в столице халифата и её окрестностях, кроме личной гвардии халифа, состоявшей из рабов-сакалиба и находившейся под командованием врагов ибн Абу Амира.

### Захват верховной власти

#### Смещение Джафара аль-Мусхафи
В 978 году Мухаммад ибн Абу Амир совершил ещё два успешных похода против христиан: первый ранней весной, а второй 31 мая—6 августа этого года. Один из этих походов был направлен против королевства Наварра и графства Барселона, где мавры атаковали крепость аль-Далия. Походы Мухаммада на христианские владения стали ежегодными.
После завершения первого похода ибн Абу Амир почувствовал себя достаточно влиятельным, чтобы сместить с должности хаджиба Джафара аль-Мусхафи. С помощью матери халифа, Субх, аль-Мусхафи было предъявлено обвинение в растрате средств из государственной казны. Джафар, оставшийся без влиятельных сторонников, был 26 марта смещён с должности и арестован. Ибн Абу Амир был назначен новым хаджибом. Ему же было поручено вести следствие по делу аль-Мусхафи. Мухаммад не стал искать доказательств вины своего бывшего союзника: 5 лет он всюду (даже в походах) возил с собой закованного в кандалы Джафара, всячески истязал и унижал его, а в 983 году приказал убить.

#### Заговор сакалиба
Ещё в 977 году Мухаммаду ибн Абу Амиру удалось отстранить от командования телохранителями халифа, состоявшими из воинов-сакалиба, своих врагов Джаузара и Фаика. Позднее из охраны халифа были изгнаны и все их сторонники, а оставшиеся сакалиба принесли новому хаджибу клятву верности. При этом число телохранителей-сакалиба было сокращено, а в охрану халифа были введены верные хаджибу наёмники-берберы. Также Мухаммад принял меры для ограничения влияния на Хишама II его слуг-евнухов, всегда игравших важную роль в управлении Кордовским халифатом. Это вызвало сближение почти всех врагов ибн Абу Амира: сторонников свергнутого аль-Мусхафи, лидеров «славянской партии», а также мусульманских богословов (факихов), недовольных недостаточным, с их точки зрения, благочестием Мухаммада. В конце 978 или начале 979 года был составлен заговор с целью убийства ибн Абу Амира, халифа Хишама II и его матери Субх. Новым халифом предполагалось сделать Абд ар-Рахмана ибн Убейдулу, одного из внуков халифа Абд ар-Рахмана III. Убить халифа вызвался бывший командир сакалиба Джаузар. Он добился аудиенции у Хишама II, во время которой набросился на халифа с кинжалом, но был схвачен придворными, так и не успев нанести правителю какой-либо вред. Во время следствия, порученного ибн Абу Амиру, Джаузар выдал всех своих сообщников. Все они были схвачены и казнены.
«...Там, где сжигают книги, кончают тем, что сжигают людей...»
Не желая портить отношения с влиятельным духовенством, Мухаммад ибн Абу Амир не тронул только факихов. Чтобы продемонстрировать своё благочестие, он призвал мусульманских богословов провести проверку обширнейшей библиотеки халифа, чтобы изъять из неё те книги, которые противоречат нормам ислама. Проверка обнаружила в библиотеке множество книг светского характера (в основном по философии и астрономии), которые ибн Абу Амир повелел прилюдно сжечь на одной из площадей Кордовы, при этом он сам бросал книги в огонь.

#### Изоляция Хишама II

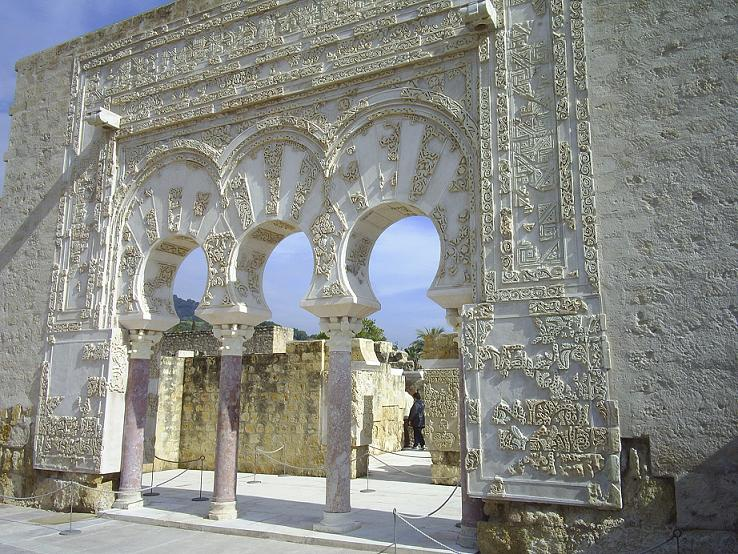
Мадина аз-захра. Ворота хаджиба.

Намереваясь сохранить власть над страной и после совершеннолетия Хишама II, Мухаммад ибн Абу Амир и Субх начали убеждать халифа в том, что главное предназначение государя мусульманской державы — подавать подданным пример истинно благочестивой жизни, а управление халифатом должно находиться в руках преданных ему лиц. Подверженный влияниям Хишам вскоре действительно углубился в жизнь, полную молитв и изучения Корана. Одновременно, под предлогом возможности нового покушения на жизнь халифа, началась его изоляция от внешнего мира во дворце Медина ас-Захра: контакты Хишама с подданными были резко ограничены, доступ к нему был разрешён только узкому кругу придворных. Предпринятые меры были успешными, поэтому когда в 980 году Хишам II стал совершеннолетним, вопрос о передаче ему реальной власти в государстве даже не поднимался.
Стремясь ещё больше усилить изоляцию молодого халифа ибн Абу Амир начал в 978 году в окрестностях Кордовы строительство нового роскошного дворцового комплекса, получившего название Мадина аз-захра (Блестящий город). Этот дворец частично сохранился до наших дней. Это настоящее произведение мавританского искусства, один из красивейших дворцов, построенных в мусульманской Испании. Строительство продолжалось 3 года. После его завершения, в 981 году сюда ибн Абу Амиром были переведены вся администрация хаджиба и все остальные органы управления государством.

### Реформа армии Кордовского халифата

#### Война в Ифрикии
В 979 году в Северной Африке возобновились военные действия между Кордовским халифатом и государством Фатимидов. Наместник Фатимидов в Ифрикии и Триполитании Бологгин ибн Зири начал успешное наступление на владение кордовских Омейядов, захватил Фес и нанёс несколько тяжёлых поражений союзникам ибн Абу Амира кочевникам-берберам. Под ударами Юсуфа сразу несколько берберских племён откочевали в район Сеуты, столицы северо-африканских владений Кордовского халифата, прося у ибн Абу Амира защиты. Воспользовавшись этим, Мухаммад переправил множество семей берберов через пролив на Пиренейский полуостров. В Африке военные действия против Фатамидов продолжили оставшиеся здесь союзные халифату кочевники, а также войско, размещённое в Сеуте.

#### Реформа армии
Перевезённые из Африки воины-берберы, обязанные своим спасением ибн Аль Амиру и наделённые им богатыми дарами и владениями, были включены хаджибом в состав регулярного войска Кордовского халифата. Мухаммад также принял новое правило формирования войска: если раньше отряды формировались по племенному и территориальному принципу, то теперь войско формировалось только по роду вооружения. К тому же новые воины принесли присягу верности не халифу, а только ибн Абу Амиру. Мухаммадом было увеличено и число отрядов наёмников-христиан. Таким образом в армии большинство воинов стало обязано своим благополучием лично ибн Абу Амиру, что сделало хаджиба почти полным хозяином войска халифата.

### Мятеж Халиба аль-Насири
Военачальник Халиб аль-Насири, тесть Мухаммада ибн Абу Амира, недовольный ростом единоличной власти своего зятя, начал высказываться в пользу наделения реальной властью халифа Хишама II. Выяснение отношений между ним и хаджибом состоялось в 980 году в одной из приграничных крепостей во время их совместного похода против христиан. В ходе ссоры между двумя полководцами, Халиб ударил Мухаммада мечом, но только ранил его. Ибн Абу Амир, опасаясь за свою жизнь, спрыгнул вниз с вершины башни, на которой произошла ссора, и разбился бы насмерть, если бы не ухватился за выступ стены. Подоспевшие к нему приближённые сняли его и отвезли в безопасное место. Халиб их не преследовал.
Видя, что у него в Кордовском халифате слишком мало сторонников, Халиб аль-Насири бежал в Королевство Леон, где попросил военной помощи у короля Рамиро III, который дал на это согласие. В 981 году леонское войско в сопровождении отрядов сторонников Халиба двинулось на Кордову. Им навстречу выступило войско во главе с ибн Абу Амиром. После нескольких мелких стычек, 10 июля у Сан-Висенте (около Атьенсы) произошло сражение. Первоначально перевес был на стороне войска союзников, однако когда Халиб был оглушён ударом в голову и упал на землю, его сторонники посчитали его погибшим и обратились в бегство. Вслед за ними, понеся большие потери, отступило и войско христиан. Победа досталась ибн Абу Амиру. По приказу хаджиба Халиб был найден и тут же обезглавлен. С его тела содрали кожу, набили её хлопком и вывесили на воротах Кордовы. Голову Халиба Мухаммад также привёз с собой в столицу. По одной версии, ибн Абу Амир отдал её своей жене, дочери Халиба, по другой, голова полководца, насаженная на христианский крест, была выставлена на крепостной стене столицы халифата.

### Походы в Королевство Леон

#### Ибн Абу Амир принимает имя аль-Мансур
В этом же, 981 году, в ответ на поддержку, оказаную королём Рамиро III Халибу аль-Насири, Мухаммад ибн Абу Амир совершил поход на Королевство Леон. Вместе с одним из своих военачальников, Абдаллой аль-Хаджаром, хаджиб захватил город Самора, не сумев взять только находившуюся здесь мощную крепость. Сам город был полностью разрушен, 4 000 его жителей убиты. Лишь немногие в качестве рабов были приведены в Кордову.
От Саморы Мухаммад ибн Абу Амир двинулся по направлению к Кастильскому графству и разбил войско графа Гарсии Фернандеса при Таранкуэнье (около Ретортильо-де-Сория). К этому времени король Леона Рамиро III и король Наварры Санчо II Абарка объединили свои войска, к которым присоединились и остатки войска графа Кастилии. При Руэде произошло ещё одно сражение, в котором христиане снова потерпели сокрушительное поражение. Остатки христианского войска отошли к Леону. По пути взяв и разрушив Симанкас, войско мавров подошло к столице владений Рамиро III и, ещё раз разбив войско христиан, приступило к осаде города. В результате нескольких приступов мусульманам удалось захватить некоторые кварталы Леона, но начавшаяся зима помешала ведению дальнейшей осады. Разрушив часть города и разорив его окрестности, мавры сняли осаду и возвратились на территорию халифата.
По возвращении в Кордову Мухаммад ибн Абу Амир, благодаря своим победам над христианами уже абсолютно уверенный в прочности своей власти, принял решение добавить к своему имени прозвание аль-Мансур (al-Mansur bi-Allah — победитель волей Аллаха), которое вскоре полностью вытеснило из употребления его настоящее имя. Официально, это решение было оформлено как милость халифа Хишама II своему верному министру и военачальнику. Среди знаков отличия, дарованных аль-Мансуру от имени халифа, было и неприменявшаяся ранее в отношении лица не из семьи правителя халифата церемония целование руки хаджиба: сначала она была распространена на визирей, а затем и на принцев правящей династии Омейядов. Также от имени халифа было приказано упоминань имя аль-Мансура во время пятничных молитв.
Между тем среди недавних союзников-христиан, потерпевших поражение от мавров, произошёл раскол. Король Леона Рамиро III и король Наварры Санчо II Абарка, видя недостаточность своих сил для борьбы с маврами, заключил мир с аль-Мансуром, признав себя вассалом халифата и обязавшись выплачивать Кордове ежегодную дань. К тому же король Наварры отдал в жёны хаджибу свою дочь Урраку, получившую мусульманское имя Абда, которая стала любимой женой аль-Мансура и матерью его сына Абд ар-Рахмана. В то же время граф Кастилии Гарсия Фернанадес, хотя и оставшийся без союзников, принял решение продолжить войну с маврами. Считая, что ему будет не удержать расположенные к югу от реки Дуэро кастильские крепости (Сепу́льведа, Сан-Эстебан-де-Гормас и Атьенса), он повелел их разрушить, а их гарнизоны перевести в замки на северном берегу реки. Оставленные территории были заняты маврами.

#### Контроль над Королевством Леон
В 982 году в Королевстве Леон знать западных областей страны (Галисии и Португалии), недовольная разорением страны, произведённым маврами, выдвинула своего претендента на престол — Бермудо II. В поисках военной поддержки и Рамиро III, и Бермудо II обратились за помощью к аль-Мансуру, однако тот предпочёл не вмешиваться в конфликт, ослаблявший его противников-христиан. Когда в 984 году аль-Мансур совершил новый поход в Леон и разорил Самору и Сепульведу, воспользовавшемуся ситуацией Бермудо II удалось занять столицу королевства, город Леон, после чего хаджиб объявил, что признаёт его законным правителем страны. В ответ новый король подтвердил, что является вассалом Кордовского халифата. В 985 году в Галисии против Бермудо II произошло восстание местных графов, которое было подавлено только с помощью войск, направленных к королю аль-Мансуром. Под предлогом опасности возникновения нового восстания против своего вассала, хаджиб приказал, чтобы отряды мавров были размещены по христианским городам, контролируя, таким образом, бо́льшую часть королевства.

### Походы против графства Барселона
Среди основных целей походов аль-Мансура первой половины 980-х годов было и графство Барселона. Ещё в 982 году войско мавров под командованием аль-Мансура доходило до окрестностей Жероны и захватило крепости Монт-Фарик и Вутин (современная Одена). В 984 году хаджиб разорил всю территорию графства, отвергнув просьбу о мире, сделанную барселонским графом Боррелем II.
Зимой 985 года аль-Мансур начал готовить поход на столицу графства, город Барселону. Собрав большое войско, хаджиб в мае выступил из Кордовы. Разрушив по пути богатый монастырь Сан-Кугат (современный Сан-Кугат-дель-Вальес), в начале июля войско мусульман подошло к цели своего похода. Источники по-разному описывают ход событий: христианские историки настаивают, что защитники города оказали ожесточённое сопротивление маврам; мусульманские авторы свидетельствуют, что город был сдан без боя. Сходятся они в одном: когда 6 июля войско мусульман вошло в Барселону, оно по приказу аль-Мансура подвергло город полному разорению. Почти все жители города были убиты, здания разрушены, в том числе и все христианские церкви. Пробыв в Барселоне до 10 июля, аль-Мансур двинулся к Вику, где ещё до падения своей столицы укрылся Боррель II, но узнав, что граф уехал в дальний и хорошо укреплённый монастырь Риполь, хаджиб повернул обратно и 21 июля возвратился в Кордову. Предпринятые Боррелем попытки призвать к себе на помощь короля Западно-Франкского королевства Лотаря завершились безрезультатно и в 986 году граф заключил с аль-Мансуром мир, признав себя вассалом Кордовского халифата.

### Война в Африке

#### Восстание Хасана ибн Каннуна

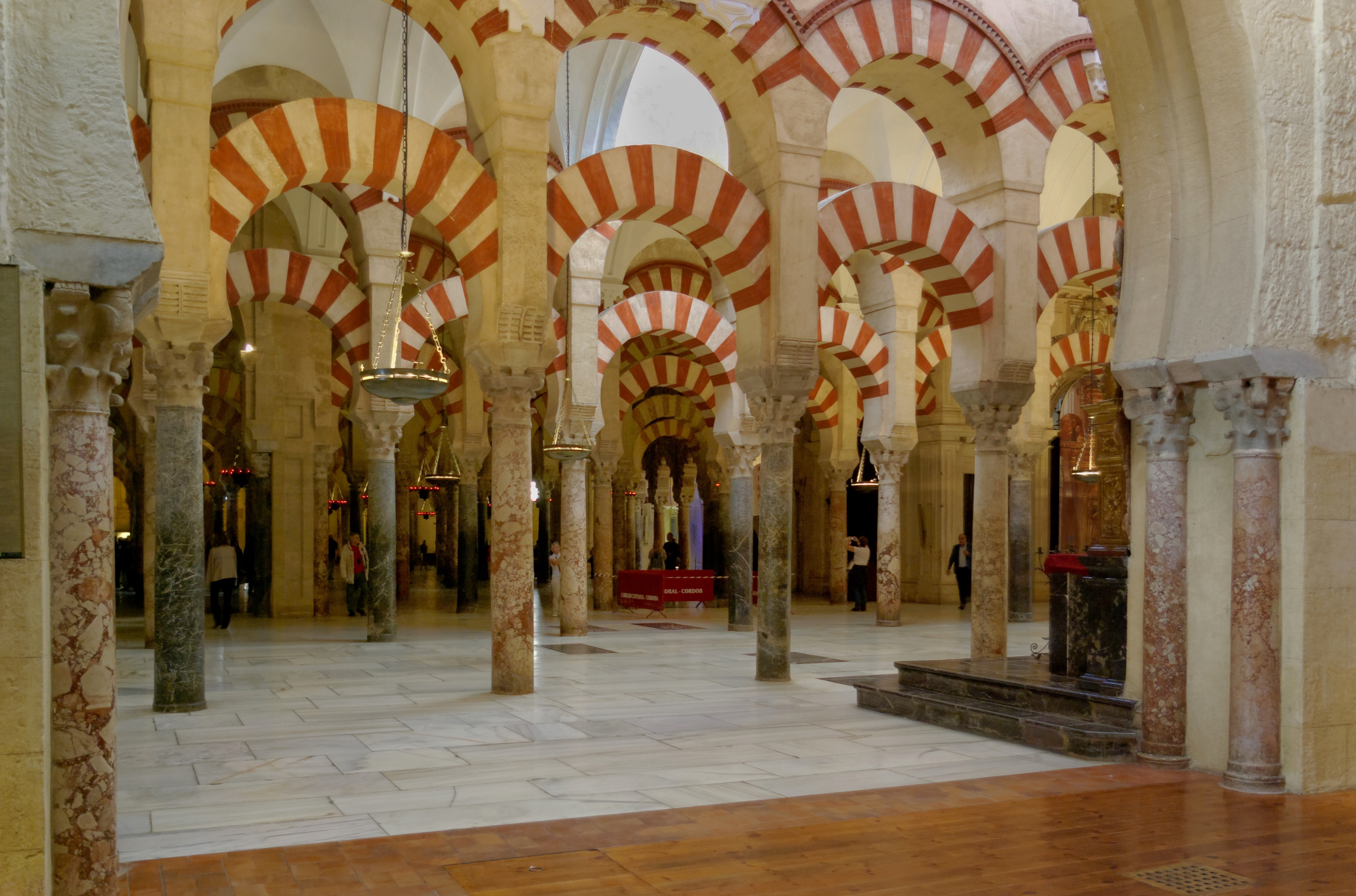
Внутреннее убранство Мескиты.

В 984 году в северо-африканских владениях Кордовского халифата, при поддержке Фатимидов, началось восстание против власти Омейядов. Его возглавил бывший правитель Ифрикии из династии Идрисидов Хасан II ибн Каннун. Аль-Мансур направил в 985 году против восставших войско во главе со своим вторым сыном Абд аль-Маликом аль-Музаффаром, который нанёс Хасану поражение. Преследовать разбитого Идрисида было поручено одному из военачальников. Видя, что восстание не имело успеха, Хасан II сдался этому военачальнику, взяв с того клятву, что ему будет сохранена жизнь. Однако, когда Хасан ибн Каннун был доставлен в Кордову, он был по приказу аль-Мансура казнён, так же как и военачальник, давший ему гарантии безопасности, которого хаджиб обвинил в превышении своих полномочий. Были также арестованы и другие Идрисиды, находившиеся во владениях, подчинённых аль-Мансуру.

#### Перестройка главной мечети Кордовы
Казнь аль-Мансуром Хасана II, являвшегося прямым потомком пророка Мухаммада, вызвало недовольство мусульманского духовенства. Чтобы избежать дальнейших осложнений, хаджиб предпринял меры для восстановления своего престижа: он произвёл значительное расширение главной мечети Кордовы, Мескиты, завершив его в 987 году. По желанию аль-Мансура были возведены 8 новых нефов, что значительно расширило молитвенный зал. После этой перестройки Мескита стала третьей по размерам мечетью во всём тогдашнем исламском мире. На строительстве было задействовано большое число рабов-христиан, что ещё больше увеличило популярность аль-Мансура.

### Походы 987—990 годов

#### Разорение королевства Леон
К началу 987 года королю Леона Бермудо II настолько удалось укрепить свою власть, что он посчитал возможным отказаться от военной помощи отрядов мавров, находившихся в городах его страны, тем более, что здесь мусульмане вели себя не как союзники, а как завоеватели, всячески притесняя и грабя жителей. Несколько раз король обращался к аль-Мансуру с просьбами отозвать своих воинов, но хаджиб каждый раз отказывал ему. Тогда Бермудо II в тайне подготовил изгнание мусульман: в один день по всей стране все мусульманские воины были схвачены и часть из них была убита, а часть — изгнана за пределы королевства. Узнав об этом, аль-Мансур сразу же объявил Бермудо своим врагом. Сначала хаджиб оказал денежную помощь графам Галисии, в это самое время поднявшим мятеж против короля, а когда это выступление было подавлено королём Леона, аль-Мансур сам возглавил войско и выступил в поход. Его удар был направлен по графству Португалия. К нему присоединились и недовольные Бермудо II галисийские графы. Войско мавров взяло 29 июня Коимбру и разрушило город так, что он в течение 7 лет стоял безлюдный. Все земли королевства Леон вплоть до реки Дуэро были разорены, кроме владений тех графов, которые выказали хаджибу свою покорность.
В начале 988 года аль-Мансур вновь вторгся в королевство Леон. Заставив леонскую армию отступить в горы, а Бермудо II укрыться в Саморе, войско мавров подступило к столице королевства, Леону, и после 4-дневной осады захватило город. Почти все жители города были убиты, сам город был разграблен и сожжён. От Леона аль-Мансур двинулся к Саморе, откуда король Бермудо тайно бежал в Луго. Зная о судьбе Леона, жители Саморы без боя сдали город, но и их город по приказу хаджиба был разрушен, а горожане перебиты. Разорив всю равнинную часть королевства Леон (в том числе разрушив богатые монастыри Саагун и Сан-Педро-де-Эслонца), аль-Мансур возвратился в Кордову. Под властью Бермудо II осталась лишь северо-западная часть его королевства.

#### Заговор Абдаллы
В 989 году аль-Мансур выступил в поход на Леон, в ходе которого разрушил самый древний город королевства, Грахаль-де-Кампос. Сюда в лагерь мавров прибыли знатные леонские графы, недовольные правлением Бермудо II, в том числе граф Сальдании Гарсия Гомес, которые объявили, что признают себя вассалами Кордовского халифата. Поручив Гарсии Гомесу управление захваченными ранее землями королевства Леон, аль-Мансур двинулся во владения графа Кастилии Гарсии Фернандеса и осадил город Сан-Эстебан-де-Гормас. В это время ему стало известно о подготовленном против него заговоре. В нём участвовали видный военачальник и вали Толедо Абдалла аль-Хаджар, вали Сарагосы Абд-ар-Рахман ибн Мутарриф и сын самого аль-Мансура Абдалла, недовольный тем предпочтением, которое отец оказывал его младшему брату Абд аль-Малику. Хаджиб тут же принял немедленные меры к пресечению заговора: он богатыми дарами склонил на свою сторону аль-Хаджара, арестовал ибн-Мутаррифа и впоследствии его казнил. Однако его сыну Абдалле удалось бежать из лагеря мавров и найти убежище при дворе графа Гарсии Фернандеса. Из-за заговора аль-Мансур не решился дальше продолжать осаду хорошо укреплённого города, отступил и напал на менее защищённую Осму, которую взял и разрушил. На следующий год хаджиб вновь совершил поход в Кастилию, также безуспешно осаждал Сан-Эстебан-де-Гормас, но затем, взяв несколько кастильских крепостей, принудил Гарсию Фернандеса просить мира. Условием мира аль-Мансур поставил выдачу ему его сына Абдаллы, что граф Кастилии был вынужден сделать: по пути в лагерь мавров по приказу хаджиба Абдалла был казнён.

### На вершине славы
В начале 990-х годов аль-Мансур находился на вершине могущества. Власть аль-Мансура внутри Кордовского халифата была крепка настолько, что в 991 году он смог передать титул хаджиба своему сыну Абд аль-Малику аль-Музаффару и не возлагать при этом на себя какой-либо другой должности. Свидетельством силы его власти внутри страны стало присвоение им себе титулов, ранее носившившихся только халифами: в 992 году он присоединил к своему имени титул аль-Муайад (Поддержанный [Аллахом]), а в течение ближайших лет ещё титулы Сейид (властитель) и аль-Малик аль-Керим (благородный царь). Из титулатуры Хишама II в титулах аль-Мансура отсутствовал лишь титул халиф.

### Новые походы
Христианские правители севера Пиренейского полуострова постоянно предпринимали попытки избавиться от подчинённости халифату, однако все эти попытки тут же пресекались аль-Мансуром. Когда в 992 году король Наварры Санчо II Абарка отказался выплачивать дань, аль-Мансур совершил два похода на Памплону и заставил короля в сентябре следующего года лично явиться в Кордову, чтобы возобновить вассальную клятву, однако ставший в 994 году новым правителем Наварры Гарсия II отказался выплачивать дань халифу и заключил союз с графом Кастилии Гарсией Фернандесом.
В 994 году аль-Мансур разорил принадлежащую королю Бермудо II Авилу и поддержал мятеж против графа Кастилии Гарсии Фернандеса, который поднял его собственный сын Санчо. Воспользовавшись междоусобием, аль-Мансур овладел городом Сан-Эстебан-де-Гормас и крепостью Клуния, а 25 июля 995 года разбил Гарсию Фернандеса в сражении при Пьедрасильяда (около Алькасара). Граф Кастилии получил тяжёлые ранения и был пленён. Вскоре, несмотря на приказ аль-Мансура врачам спасти жизнь Гарсии, он скончался и новым графом стал его сын Санчо. Подойдя с войском мавров к столице Кастилии Бургосу, аль-Мансур потребовал от Санчо Гарсеса вновь признать себя вассалом Кордовского халифата, что тот был вынужден сделать. Сестра графа Кастилии, Онека, была передана в гарем аль-Мансура.
Продолжая войну с королём Леона и его верными вассалами, аль-Мансур в 995 году разорил Сальданию, правитель которой ранее примирился с королём, а также захватил и разрушил временную столицу Леонского королевства Асторгу. Эти потери заставили Бермудо II униженно просить у правителя халифата мира на условиях выплаты ежегодной дани. Оставшись без союзников, король Наварры Гарсия II Санчес в 996 году приехал в Кордову и признал свою зависимость от халифата.

### Заговор Субх
В 997 году мать халифа Хишама II Субх, недовольная её полным отстранением от государственных дел аль-Мансуром, составила заговор против него. Опираясь на приближённых к ней евнухов и используя средства из казны, хранившейся во дворце халифа, она стала распространять слухи о серьёзных разногласиях между её сыном и аль-Мансуром и намерении своего сына взять в свои руки управление страной. Ситуация в Кордове стала напряжённой. К тому же о своей поддержке Хишама и намерении привести ему войско объявил наместник северо-африканских провинций Зири ибн Атийя, а король Бермудо II вновь отказался от выплаты дани. И в этот раз аль-Мансур проявил политическую ловкость, которая позволила ему встать во главе государства: несмотря на сопротивление Субх, он добился аудиенции у халифа, во время которой убедил его в своей полной преданности и покорности. Хишам II, влияние аль-Мансура на которого было очень велико, встал в конфликте на его сторону, торжественно объявил, что вручает аль-Мансуру управление страной от своего имени и публично выразил ему своё благорасположение. Таким образом было показано, что между халифом и правителем нет разногласий. Субх, поняв, что её заговор не увенчался успехом, уединилась в одном из своих дворцов и в 999 году умерла. Наместник Зири ибн Атийя был в 998 году разбит сыном аль-Мансура Абд аль-Маликом и вскоре погиб.

### Поход на Сантьяго-де-Компостелу
В ответ на новый отказ короля Бермудо II выплачивать дань, аль-Мансур собрал большое войско и двинулся в северо-западные области Королевства Леон, ещё не затронутые его походами. Пехота мавров плыла морем, конница двигалась по суше. Соединившись в Опорто, в сопровождении португальских графов — врагов Бермудо, войско мусульман выступило в направлении Сантьяго-де-Компостелы — главной христианской святыни не только Леона, но и всей Испании. Разрушив находившиеся на их пути города (в том числе Визеу, Брагу,Эль-Бьерсо, Виго и Ирию) и не встречая никакого сопротивления, мавры 10 или 11 августа 997 года вошли в покинутый всеми её жителями Сантьяго. По приказу аль-Мансура город был подвергнут полному разрушению. Не была лишь тронута гробница святого Иакова, которую аль-Мансур повелел сохранить в неприкосновенности. Колокола Компостельского собора на плечах пленных христиан были доставлены в Кордову, где они стали светильниками в главной мечети города, Меските. От Сантьяго-де-Компостелы отряды мавров совершили нападения и на другие области королевства Леон, во время которых разорили Ла-Корунью и взяли откуп со столицы. Разрушение города апостола Иакова было воспринято по всей христианской Испании как тяжкое оскорбление всей христианской вере, а бездействие при этом Бермудо II как его неспособность занимать престол в столь трудное время.

### Последние годы

#### Походы 999—1001 годов

Пиренейский полуостров в 1000 году.

Походы аль-Мансура против христиан продолжались до самых последних дней его жизни. Военные действия возобновились в 999 году, после того как при дворе малолетнего короля Альфонсо V, сына умершего Бермудо II, верх взяла та часть леонской знати, которая выступала против прекращения борьбы с маврами. Между королевством Леон, королевством Наварра и графством Кастилия был заключён союз против мусульман. Начал войну король Наварры Гарсия II Санчес, напавший на Калатаюд, где погиб брат аль-Мансура. В ответ правитель Кордовского халифата казнил 50 находившихся в Кордове наваррских заложников (в том числе и членов королевской семьи), а затем взял Памплону и полностью её разрушил. В 1000 году аль-Мансур совершил поход в Кастилию, во время которого нанёс при Сервере-де-Писуэрге крупное поражение объединённому войску Кастилии, Наварры, Леона и Сальдании. По свидетельствам некоторых хроник, в этой битве погиб король Гарсия II Наваррский. Затем, уже не встречая сопротивления, аль-Мансур захватил и разрушил Бургос. В 1001 году аль-Мансур совершил новый поход в Кастилию, где разрушил монастырь Сан-Мильян-де-ла-Коголья (монастырь, посвящённый святому Мильяну — духовному покровителю Кастилии) и взял Осму, вторгся в Наварру, разорил всю её равнинную часть (Ла-Риоху) и вновь сжёг Памплону. Однако из-за болезни аль-Мансур прервал поход, хотя все его противники были разбиты и уже не оказывали сопротивления.

#### Последний поход

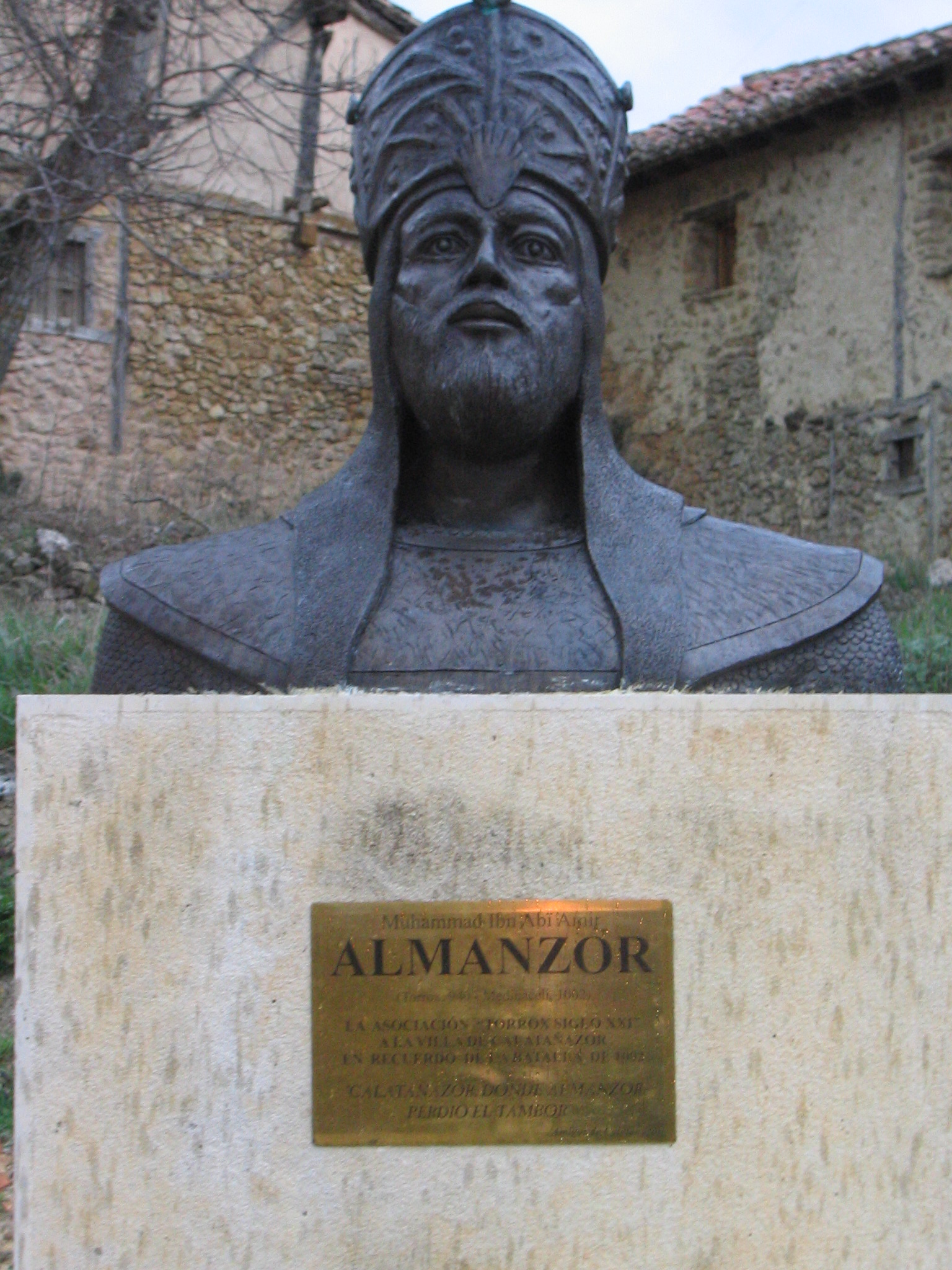
Бюст Аль-Мансура в Калатаньясоре

Свой последний поход аль-Мансур совершил летом 1002 года против графства Кастилии. Хронист XIII века Родриго Хименес де Рада, а вслед за ним и другие испанские историки Средневековья и Нового времени, писали, что 8 августа при Калатаньясоре аль-Мансур потерпел в битве с коалицией христианских правителей во главе с графом Кастилии Санчо Гарсией крупное поражение, единственное за всю свою жизнь, и получил в сражении ранение, от которого 10 августа скончался в Мединасели. Однако нынешние историки считают битву при Калатаньясоре выдумкой позднейших христианских историков, которые таким образом попытались хотя бы смерть правителя Кордовского халифата приписать военной доблести своих предков. В современных событиям хрониках и анналах ничего не говорится о битве: лишь с нескрываемой радостью сообщается, что враг христиан умер и его душа после смерти понесёт достойное наказание.

Согласно мусульманским источникам, аль-Мансур отправился в свой последний поход уже серьёзно больным человеком. Он старался скрывать от всех, что болен, опасаясь, что если об этом станет известно, его власть в стране окажется под угрозой. Аль-Мансур уже не мог ездить верхом и его перевозили на носилках. Дойдя до Мединасели и почувствовав приближение смерти, он остался здесь, а своего сына Абд аль-Малика аль-Музаффара отправил в Кордову, чтобы тот смог беспрепятственно взять в свои руки власть в халифате. Когда аль-Мансур скончался, его тело было обёрнуто в саван, сшитый его дочерями, который он всегда возил с собой, и погребено в Мединасели. Оно, положенное в могилу, было засыпано пылью, которую выбивали из той его одежды, в которой он был в походах. Этой пыли был собран целый сундук. Позднее на могиле аль-Мансура была выбита эпитафия: 
Его следы расскажут тебе его историю, 
 И ты словно увидишь его перед глазами. 
 Перед Аллахом, никогда с течением времени не явится равный ему, 
 И никто не будет защищать границу, как он.
 Впоследствии место захоронения аль-Мансура было утеряно и так и не найдено до сих пор.

### Семья
Аль-Мансур имел несколько жён, как мусульманок, так и христианок и его потомки вошли в историю под названием Амиридов. Наиболее известной его супругой-мусульманкой была (с 977 года) Асма, дочь Халиба аль-Насири. Его детьми от жён-мусульманок были, по крайней мере, два сына:
- Абдалла (казнён в 990 году)
- Абд аль-Малик аль-Музаффар (умер в 1008 году) — хаджиб (991—1008), верховный правитель Кордовского халифата (с 1002).

Также аль-Мансур имел и несколько жён-христианок, дочерей правителей, отданных своими отцами или братьями в его гарем как плата за мир:
- с 981 года Уррака (Абда) — дочь короля Наварры Санчо II Абарки
  - сын от этого брака — Абд ар-Рахман Санчуэло (около 983—1009) — хаджиб (1008—1009)
- не ранее 999 года Тереза — дочь короля Леона Бермудо II
- с 995 года Онека (умерла не ранее 1045) — дочь графа Кастилии Гарсии Фернандеса[45].

## Итоги правления
Двумя главными итогами почти 25-летнего управления аль-Мансуром Кордовским халифатом являются установление временной гегемонии халифата над другими странами Пиренейского полуострова и отстранение халифа от реального управления государством.
В результате 57 походов, совершённых аль-Мансуром, все христианские страны Испании были вынуждены на более или менее продолжительный срок признавать себя данниками Кордовского халифата и хотя они постоянно предпринимали попытки освободиться от этой зависимости, аль-Мансуру удавалось каждый раз добиваться от них подчинения. В первую очередь этому способствовал полководческий талант правителя халифата и проявляемая им жестокость по отношению к побеждённым: разбивая войска христианских правителей в битвах аль-Мансур значительно уменьшал военный потенциал своих противников, а разрушая города и уничтожая их жителей он ослаблял возможность христианских правителей финансировать войско и оборонное строительство. При аль-Мансуре территория Кордовского халифата была значительно расширена и граница государства вплотную приблизилась к реке Дуэро. От христианских государств севера Пиренейского полуострова были отторгнуты почти все их приобретения, которые были ими сделаны за предыдущие 60 лет Реконкисты.
Отстранение от реальной власти в государстве халифа, позволило такому талантливому политику и военачальнику как аль-Мансур значительно усилить Кордовский халифат, однако после его смерти и смерти его ближайших преемников государство, в котором существовали различные этнические и политические группы, не скреплённое верховным авторитетом власти халифа, быстро распалось. Уже через 30 лет после смерти аль-Мансура мусульманская Испания представляла собой собрание из более чем 10 постоянно воюющих между собой княжеств, объединённых только единством веры.

## Аль-Мансур в литературе

### Герой западноевропейского эпоса
Военные успехи и жестокость аль-Мансура (Альмансора в западноевропейской традиции) вскоре после смерти сделали его героем многочисленных испанских сказаний о временах Реконкисты. Наиболее выдающуюся роль он играет в кастильское поэме о семи инфантах Лара, окончательный вариант которой сложился на рубеже XIII веков, но создание основного сюжета которой относится ко временам, современных аль-Мансуру. В ней он представлен одновременно и как злейший враг христиан, и как мудрый правитель. Впоследствии на основе сюжета поэмы был создан цикл романсеро, описывающий судьбу инфантов Лара.
Из Испании имя Альмансор в значении «могущественный и богатый мусульманский правитель» начинает проникать в другие христианские страны Западной Европы. Одно из первых упоминаний этого имени уже находится в сложившейся в XII веке французской Песни о Роланде.

### В литературе Нового и Новейшего времени
Значительно способствовал росту популярности Альмансора в европейской литературе Генрих Гейне, написавший в 1821 году трагедию «Альмансор» — одно из лучших своих сочинений. Кроме того, в «Книгу песен» вошло одноимённое стихотворение поэта. Они получили известность не только во всей Европе, но и в России, где ряд поэтов написали на основе сюжетов «Альмансора» несколько стихотворений и пьес.
Образ Альманзора создал польский поэт Адам Мицкевич во вставной «Альпухарской балладе» поэмы «Конрад Валленрод» (1828).
Из произведений XX века, в которых одним из главных действующих лиц являлся аль-Мансур, можно отметить роман шведского писателя Ф. Г. Бенгтссона «Длинные корабли» (на русский язык произведение вышло под названиями «Драконы моря» и «Рыжий Орм»).

## Память об аль-Мансуре в современной Испании
В современной Испании аль-Мансур считается одним из самых выдающихся деятелей испанского Средневековья. В его честь названа самая высокая точка Центральной Кордильеры — пик Альмансор, а также одна из крупных рек — Рио-де-Альмансор. Имя Альмансор входит в название ряда населённых пунктов Испании, в том числе города Куэвас-дель-Альмансора.
В 2002 году в Испании торжественно отмечалось 1000-летие со дня смерти аль-Мансура. В связи с этим событием были проведены несколько историко-культурных фестивалей, а в городе Альхесирас был установлен памятник аль-Мансуру.